# Новокузнецкая агломерация
Новокузне́цкая агломера́ция — крупная полицентрическая городская агломерация-конурбация на юге Кемеровской области. Является одной из ряда агломераций-миллионеров при российских городах-немиллионерах. Новокузнецкая агломерация до 2022 года превосходила расположенную на севере Кемеровской области Кемеровскую агломерацию как по численности населения, так и по промышленному потенциалу, и является основой экономики Кемеровской области и Кузбасского ТПК.
Состоит из близко расположенных городов Новокузнецка, Калтана, Киселёвска, Междуреченска, Мысков, Прокопьевска, Осинников, и многочисленных других населённых пунктов Новокузнецкого и Прокопьевского районов Кемеровской области.

## Состав агломерации
| Муниципальное образование                 | Численность населения, чел. (2025) |
| ----------------------------------------- | ---------------------------------- |
| Городские округа:                         |                                    |
| Новокузнецк                               | ↘528 747                           |
| Прокопьевск                               | ↘170 429                           |
| Междуреченск                              | ↘95 550                            |
| Киселёвск                                 | ↘84 362                            |
| Осинники                                  | ↘43 151                            |
| Мыски                                     | ↘40 685                            |
| Калтан                                    | ↘28 531                            |
| Краснобродский                            | ↘13 849                            |
| Муниципальные районы:                     |                                    |
| Новокузнецкий район                       | ↗51 600                            |
| Прокопьевский район                       | ↗42 882                            |
| Итого, численность населения агломерации: | 1 099 786 чел. (2025)              |

## Юридическое оформление
В апреле 2022 Законодательное собрание Кузбасса приняло закон о Агломерациях на которые делится Кемеровская область. В Новокузнецкую агломерацию включили города : Новокузнецк, Прокопьевск , Киселевск, Осинники, Калтан, Мыски, Междуреченск, поселок Краснобродский, районы: Новокузнецкий (6 поселений), Таштагольский (10 поселений) , Прокопьевский, Гурьевский . 28 февраля 2024 Законодательное собрание Кузбасса переименовало Новокузнецкую агломерацию в Южно-Кузбасскую агломерацию.
Гурьевский, Новокузнецкий и Прокопьевский районы преобразованы в муниципальные округа. Краснодарский городской округ вошёл в состав Прокопьевского муниципального округа.

## Промышленность
Угольная промышленность — добыча 56 % каменного угля и 83 % коксующегося угля в России. Шахты и разрезы имеются во всех городских округах и муниципальных районах, входящий в агломерацию. Основные игроки на региональном рынке — крупнейшие российские угольные холдинги: Кузбассразрезуголь, Южкузбассуголь, компания Распадская.
Металлургия сконцентрирована преимущественно в Новокузнецке, и представлена: Новокузнецким и Западно-Сибирским металлургическими комбинатами, ферросплавным и алюминиевым заводами.
Крупнейшие предприятия по производству строительных материалов представлены: Кузнецким цементным заводом, Байдаевским кирпичным заводом, крупными домостроительными комбинатами, предприятиями, производящими стекло и мягкую кровлю, добывающими нерудные строительные материалы для нужд строительных организаций Кемеровской области и за её пределами.
Имеются электростанции — ТЭЦ Кузнецкого металлургического комбината, Западно-Сибирская ТЭЦ, Кузнецкая ТЭЦ, Южно-Кузбасская ГРЭС, Томусинская ГРЭС, Новокузнецкая ГТЭС, связанные Южными энергетическими сетями КуЗБАССЭНЕРГО.

## Транспорт
- Аэропорт Новокузнецк-Спиченково — общий для агломерации.
- Железные дороги: Артышта — Новокузнецк, Новокузнецк — Таштагол, Новокузнецк — Полосухино, Новокузнецк — Восточный — Томусинская, Артышта — Полосухино — Томусинская — Междуреченск. Центром пригородного движения является станция Новокузнецк-Пассажирский. Отсюда уходят поезда в нескольких направлениях — на Артышту, Ерунаково (в летнее время), Карлык, Междуреченск, Ахпун, Таштагол (раз в 2 дня) в количестве до 20 пар электропоездов в сутки.
- Автодороги: Ленинск-Кузнецкий — Новокузнецк — Сосновка — Таштагол, Новокузнецк — Сосновка — Осинники — Калтан, Новокузнецк — Атаманово — Тальжино — Осинники, Новокузнецк — Междуреченск.
- Автобус (все города), троллейбус (Новокузнецк), трамвай (Новокузнецк, Осинники, Прокопьевск)

## Образование
- Сибирский государственный индустриальный университет (СибГИУ) — (Центральный район Новокузнецка)
- Кузбасский Гуманитарно-Педагогический Институт Кемеровского государственного университета (КГПИ КемГУ) — (Центральный район Новокузнецка)
- Кузбасский юридический институт (КИФСИН) — (Центральный район Новокузнецка)
- Новокузнецкая духовная семинария — (Орджоникидзевский район Новокузнецка)

## Общеагломерационные организации
- Территориальный отдел департамента Здравоохранения Кемеровской области по югу Кемеровской области.

## Концепции развития
Имеются два пути развития Новокузнецкой агломерации — в составе Кузбасской агломерации, и как независимой агломерации.